# Usure des surfaces
 (juin 2022).
Si vous disposez d'ouvrages ou d'articles de référence ou si vous connaissez des sites web de qualité traitant du thème abordé ici, merci de compléter l'article en donnant les références utiles à sa vérifiabilité et en les liant à la section « Notes et références ».
Dans la science des matériaux, l'usure des surfaces désigne le phénomène de dégradation des couches superficielles d'un solide sous l'action mécanique du milieu extérieur. Cette dégradation est souvent associée aux phénomènes chimiques dus à la corrosion, elle peut prendre la forme d'une perte de masse, de cote, de forme, ou encore d'une modification de la structure. L'étude des phénomènes d'usure est un des domaines de la tribologie.

## Types, causes et effets

### Types d’usures mécaniques
- Usure par laminage.
- Usure par corrosion.
- Usure par adhérence.
- Usure par abrasion (grippage).

### Causes
Les principaux facteurs d’usure sont :
- la nature des matériaux en contact ;
- les conditions de fonctionnement (pression, température, lubrification, ambiance corrosive, etc.).

### Effets
Le frottement est la cause principale de l’usure qui entraîne les effets suivants :
- altération dimensionnelle des pièces ;
- augmentation des jeux de fonctionnement ;
- dégradation des caractéristiques superficielles.

## Usure par adhérence
L'usure par adhérence intervient entre deux surfaces métalliques en mouvement où le frottement engendré détache de microscopiques fragments de matière qui agissent comme abrasif (exemple : les paliers lisses).
La lubrification résout ce problème en empêchant l’adhérence ou/et  par l’emploi, pour l’un des éléments, d’une matière plus tendre comme pour les coussinets en bronze.
Dans le cas de la fonte grise, les lamelles de graphite qui la compose assurent la lubrification.

## Usure par abrasion
Entre deux surfaces en contact et en mouvement l’une par rapport à l’autre, des particules dures (provenant de l’une ou l’autre des surfaces ou de l’extérieur)  qui s’imprègnent dans la surface la plus tendre rayent celle plus dure, qu’elles soient lubrifiées ou non. Cette usure se produit par éraillure, choc ou érosion.
Pour éviter ce phénomène abrasif (grippage), les surfaces doivent subir un traitement augmentant la dureté superficielle par transformation martensitique, cémentation, nitruration, écrouissage.

## Usure par corrosion

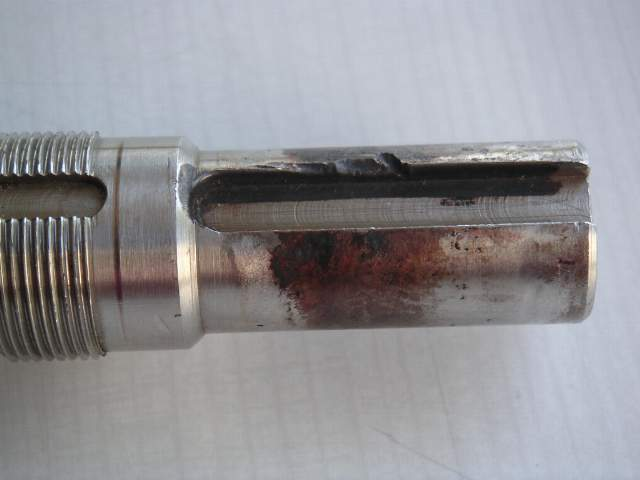
Corrosion en bout d’arbre

Une surface est dite oxydée lorsque l’on peut enlever des particules par un simple toucher ou provoquer une oxydation sur la surface frottée par simple contact physique.

Un cas particulier est le phénomène de frittage corrosif : les points de contact entre deux surfaces comprimées se soudent, puis lors d’un mouvement, des particules microscopiques se détachent et deviennent abrasives par frottement et élévation de température.

## Usure par laminage

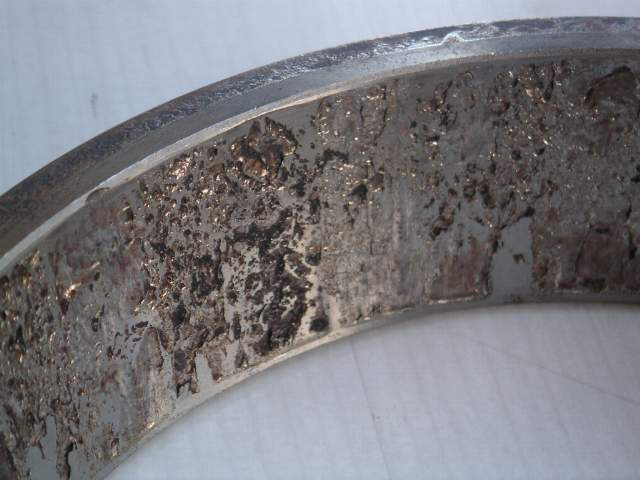
Écaillage d'une bague extérieure d'un roulement à rouleaux cylindriques.

Appelé aussi fatigue superficielle, elle est produite par des sollicitations périodiques dues au laminage (contact de Hertz) entre deux surfaces en contact. Ces contraintes provoquent des criques qui peuvent se produire en surface ou sous la couche de surface.
Ces criques peuvent être accentuées par hydrogène ou l’eau contenus dans les lubrifiants ou par le lubrifiant même, quand sa viscosité lui permet de pénétrer à l’intérieur des criques.
Dans le cas d’une pièce cémentée irrégulièrement, il peut se produire un phénomène d’ écaillage superficiel à la suite de la formation de crique (cas des cages de roulement à billes).